# Европско првенство у атлетици на отвореном 1946 — маратон за мушкарце
Маратонска трка у мушкој конкуренцији на 3. Европском првенству у атлетици 1946. одржана је 22. августа .на стадиону Бислет у Ослу.
Титулу освојену у Паризу 1938, бранио је Вејне Мујнонен из Финске.

## Земље учеснице
Учествовало је 17 такмичара из 10 земаља.
1. Белгија (1)
2. Грчка (2)
3. Данска (1)
4. Норвешка (2)
5. Совјетски Савез (1)
6. Уједињено Краљевство (2)
7. Финска (2)
8. Француска (1)
9. Чехословачка (2)
10. Швајцарска (1)
11. Шведска (2)

## Победници
|                      |                       |                             |
| Мико Хиетанен Финска | Вејне Мујнонен Финска | Јаков Пунко Совјетски Савез |

## Резултати

### Финале
Трка је одржана 22. августа 1946. са почетком у 17,30 часова.[nb] 
| Место | Атлетичар             | Земља                | Резултат | Бел. |
| ----- | --------------------- | -------------------- | -------- | ---- |
|       | Мико Хиетанен         | Финска               | 2.24:55  |      |
|       | Вејне Мујнонен        | Финска               | 2.26:08  |      |
|       | Јаков Пунко           | Совјетски Савез      | 2.26:21  |      |
| 4.    | Пјер Кузен            | Француска            | 2.27:05  |      |
| 5.    | Геста Леандерсон      | Шведска              | 2.28:30  |      |
| 6.    | Ерик Јонсон           | Шведска              | 2.30:08  |      |
| 7.    | Сквајер Јароу         | Уједињено Краљевство | 2.30:40  |      |
| 8.    | Хенинг Ларсен         | Данска               | 2.32:50  |      |
| 9.    | Атанасиос Рагазос     | Грчка                | 2:32:58  |      |
| 10    | Kaspar Schiesser      | Швајцарска           | 2:36:42  |      |
| 11    | Вацлав Weisshäutel    | Чехословачка         | 2.37:07  |      |
| 12    | Јон Сиастад           | Норвешка             | 2.42:59  |      |
| 13    | Роберт Невенс         | Белгија              | 2.50:23  |      |
| 14.   | Антонин Шпирош        | Чехословачка         | 2:57:44  |      |
| 15    | Хорас Оливер          | Уједињено Краљевство | НЗ       |      |
| 16    | Ејвинд Gundhu         | Норвешка             | НЗ       |      |
| 17    | Стилијанос Кирјакидис | Грчка                | НЗ       |      |

[nb] Стаза маратонске трке на овом првенству износила је 40 км односно била је 2 км краћа оа звааничне дужине стазе за маратон. Медаље су додељене, а резултати нису ратификовани, тако да време победника није признато за нови светски и европски рекорд нити рекорд европских првенстава.

## Укупни биланс медаља у маратону за мушкарце после 2. Европског првенства 1934—1946.
|    | Земља                | Злато | Сребро | Бронза | Укупно |
| -- | -------------------- | ----- | ------ | ------ | ------ |
| 1. | Финска               | 3     | 1      | 0      | 4      |
| 2. | Шведска              | 0     | 1      | 1      | 2      |
| 3. | Уједињено Краљевство | 0     | 1      | 0      | 1      |
| 4  | Италија              | 0     | 0      | 1      | 1      |
| 4  | Совјетски Савез      | 0     | 0      | 1      | 1      |
|    | Укупно {5}           | 3     | 3      | 3      | 9      |

|    | Атлетичар      | Земља  | Злато | Сребро | Бронза | Укупно |
| -- | -------------- | ------ | ----- | ------ | ------ | ------ |
| 1. | Вејне Мујнонен | Финска | 1     | 1      | 0      | 2      |